# Inversione (cromosoma)
Nella biologia molecolare l'inversione è di solito una mutazione cromosomica, ovvero comprendente un lungo tratto di DNA. Tale mutazione consiste nella rottura del filamento di DNA in due punti; il frammento così ottenuto viene reincorporato, grazie alla riparazione ad opera di specifici enzimi (come le DNA ligasi), nel cromosoma, ma viene invertito di orientamento.

## Tipi di inversione
Esistono due tipi di inversione:
- Pericentriche, quando nel tratto invertito è compreso il centromero, ovvero i due punti di rottura si trovano rispettivamente sul braccio p e q. Questo tipo di inversione è più facilmente visibile e diagnosticabile dacché l'indice centromerico (la distanza del centromero dalle estremità del cromosoma) è variato. Un esempio può essere: inv(9)(p11q12)
- Paracentriche, mostrano punti di rottura sul medesimo braccio (o p, o q) e dunque non comprendono il centromero. Un'analisi delle bande può dare una diagnosi sicura di inversione. Un esempio può essere: inv(1)(q24q41)

L'inversione nel cromosoma 9 inv(9)(p11q12) è una delle più comuni.

## Effetti biologici
Normalmente le inversioni non causano malattie all'individuo, sempre che la rottura non sia avvenuta proprio all'interno di un gene (il che risulta poco probabile dato che meno del 5% del genoma è occupato da geni). Oppure, può rivelarsi dannoso se un gene attivo viene a trovarsi in una regione sottoposta normalmente a inibizione o viceversa.
Tuttavia, i problemi possono verificarsi durante la meiosi. Mettendo il caso di una inversione in stato di eterozigosi, la più comune – ovvero nel caso in cui uno solo dei cromosomi omologhi abbia subito tale mutazione – le sequenze omologhe tendono ad appaiarsi per procedere al crossing-over; anche la regione invertita tende ad allinearsi alla controparte non invertita del cromosoma omologo, dovendo così formare un'ansa per riuscire ad appaiare le sequenze coinvolte dall'inversione.
Ora abbiamo tre possibili scenari:
- Se il crossing-over avviene in regioni che non comprendono l'ansa, oppure non avviene del tutto, avremo metà delle cellule aploidi “affette” da inversione e metà normali. Il che non produrrà alcun effetto sulla salute di un eventuale nuovo individuo.
- Se l'inversione è paracentrica e il crossing-over avviene proprio all'interno di quest'ansa, risulteranno due cromosomi, uno senza centromero (acentrico) e uno con due centromeri (dicentrico). Questa anomalia cromosomica è di una tale gravità (dacché scardina il processo della meiosi) che i gameti che la portano non sopravvivono, o al più non sopravvive lo zigote appena fecondato. Ciò significa che non vi è rischio di malattie congenite per gli eventuali figli nati che, evidentemente, portano il cromosoma omologo non invertito.
- Se l'inversione è pericentrica, cioè comprendente il centromero, e il crossing over avviene nella regione ad ansa, si avranno due cromosomi con delezioni e duplicazioni di geni opposte. A seconda dei geni coinvolti, gli embrioni potranno morire precocemente oppure arrivare alla nascita ma presentando malattie genetiche congenite più o meno gravi.